# Abdeljalil Hadda
Abdeljalil „Kamatcho“ Hadda (* 21. März 1972) ist ein ehemaliger marokkanischer Fußballspieler.

## Sportlicher Werdegang
Hadda debütierte für CODM Meknès Anfang der 1990er im marokkanischen Profifußball und stieg mit dem Klub 1994 in die erstklassige Botola auf. Mit dem Aufsteiger gewann er in der Spielzeit 1994/95 den Meistertitel und avancierte in der Folge zum Nationalspieler, unter dem kurzzeitig amtierenden brasilianischen Nationaltrainer Gílson Nunes debütierte er im Mai 1995 beim 0:0-Remis gegen Ägypten im marokkanischen Nationaljersey. Erst im folgenden Jahr kam er unter dem zwischenzeitlichen Nachfolger Henri Michel wieder zum Einsatz und etablierte sich in der Folge in der Auswahl, zudem folgte er im Sommer 1996 auf Vereinsebene dem Ruf des Ittihad FC aus Saudi-Arabien. Auch hier gewann er den Ligatitel, ehe er zum Club Africain Tunis nach Tunesien weiterzog und mit dem Endspielsieg über Olympique de Béja im Elfmeterschießen den Coupe de Tunisie 1997/98 gewann. Im gleichen Jahr nahm er mit der Nationalmannschaft am Afrika-Cup 1998 sowie der WM-Endrunde 1998 teil. Trotz zweier Treffer in drei Spielen kam dabei am Ende der Gruppenphase das vorzeitige WM-Aus. Dennoch hatte er erneut im Ausland auf sich aufmerksam gemacht und ging fortan für Sporting Gijón in der spanischen Segunda División auf Torejagd. Dabei konnte er sich jedoch nicht dauerhaft beim asturischen Klub sowie seiner zwischenzeitlichen Leihstation beim japanischen Yokohama F. Marinos durchsetzen. 2001 kehrte er daher zum Club Africain Tunis zurück, bereits ein Jahr später kehrte er nach Marokko zurück und lief für Maghreb Fez auf. Später spielte er nochmals für CODM Meknès, wo er 2004 seine aktive Karriere beendete.